# Сельское поселение «Село Воскресенск»
Сельское поселение «Село Воскресенск» — муниципальное образование в составе Кировского района Калужской области России.
Центр — село Воскресенск.

## Население
| 2010  | 2012  | 2013  | 2014  | 2015  | 2016  | 2017  |
| ----- | ----- | ----- | ----- | ----- | ----- | ----- |
| 997   | ↗1000 | ↗1074 | ↗1095 | ↘1081 | ↘1068 | ↘1050 |
| 2018  | 2019  | 2020  | 2021  |       |       |       |
| ↘1031 | ↘1023 | ↘1009 | ↗1094 |       |       |       |

## Состав
В поселение входят 7 населённых мест:
- село Воскресенск
- деревня Голосиловка
- деревня Дебря
- деревня Дурино
- деревня Санатория Нагорное
- деревня Тешевичи
- станция Ужать